# Mohammed Mursi

Mohammed Mursi (offizielles Porträtfoto als Präsident, 2012)

Mohammed Mohammed Mursi Isa al-Ayyat (arabisch محمد محمد مرسي عيسى العياط, DMG Muḥammad Muḥammad Mursī ʿĪsā al-ʿAiyāṭ; oft auch als Mohamed Morsi Al Ayat transkribiert; * 20. August 1951 in al-Adwa, Gouvernement asch-Scharqiyya; † 17. Juni 2019 in Kairo) war ein ägyptischer Politiker und Materialwissenschaftler. Bei den ersten und einzigen freien Präsidentschaftswahlen Ägyptens im Juni 2012 wurde er zum Staatspräsidenten gewählt. Davor war er Vorsitzender der Freiheits- und Gerechtigkeitspartei, die von der islamistischen Muslimbruderschaft nach der Revolution 2011 gegründet worden war. Am 3. Juli 2013 wurde Mursi nach tagelangen Massenprotesten gegen seine Politik durch einen Militärputsch abgesetzt und inhaftiert. Dies löste gewaltsame Auseinandersetzungen aus und führte zu einer Staatskrise in Ägypten. Nach seiner Entmachtung wurde Mursi in mehreren Strafverfahren zu langjährigen Haftstrafen verurteilt. Aufgrund ausbleibender medizinischer Versorgung während seiner Haft brach er am 17. Juni 2019 während einer gerichtlichen Anhörung bewusstlos zusammen und starb noch am selben Tag in einem Krankenhaus an den Folgen seiner Erkrankungen.

## Persönliches, Studium und Professur
Mursi wuchs in dem kleinen nordägyptischen Dorf al-Adwa im Nildelta als ältester von fünf Söhnen eines Landwirts und einer Hausfrau auf. Aufgrund guter Schulnoten erhielt er einen Platz an der Universität Kairo, wo er 1975 einen Bachelor in Ingenieurswissenschaften erwarb. Von 1975 bis 1976 diente er in den ägyptischen Streitkräften als Soldat (engl.: Private) in der Chemiewaffenabteilung der zweiten Infanteriedivision. Anschließend setzte er sein Studium fort und schloss es 1978 mit einem Master in Metallurgie ab.
Mursi war sunnitischer Muslim. Er war seit 1979 verheiratet mit seiner elf Jahre jüngeren Cousine Naglaa Ali Mahmoud, die zum Zeitpunkt der Hochzeit siebzehn Jahre alt war. Drei Tage nach der Hochzeit ging Mursi in die USA, wo er 1982 an der University of Southern California auf dem Gebiet der Ingenieurswissenschaften promoviert wurde. Nachdem sie die Schule abgeschlossen hatte, zog seine Frau zu ihm nach Los Angeles. Dort wurden die ältesten beiden der fünf Kinder des Ehepaares geboren; sie haben somit neben der ägyptischen auch die US-amerikanische Staatsbürgerschaft.
Nach seiner Promotion war Mursi als Dozent an den Universitäten Kairo und Südkalifornien und an der California State University in Northridge tätig. 1985 ging er mit seiner Familie endgültig zurück nach Ägypten, um eine Professur an der Universität in Zagazig anzunehmen, welche er bis 2010 innehatte. Er war dort Direktor der Abteilung für Materialwissenschaft. Um nebenher zusätzliches Geld zu verdienen, reiste Mursi wie viele ägyptische Professoren umher und unterrichtete unter anderem von 1988 bis 1992 an einer libyschen Universität.

## Politischer Werdegang

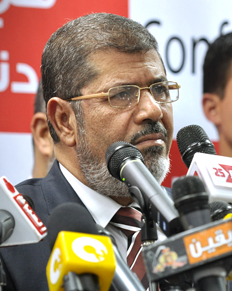
Mohammed Mursi im Präsidentschaftswahlkampf 2012

Erstmals in Kontakt mit der Muslimbruderschaft kam Mursi bereits 1977 während seines Studiums an der Universität Kairo, die in den 1970er Jahren ein Zentrum des Islamismus war. Formell trat er der Bruderschaft 1979 bei und hatte auch während seines Aufenthalts in Los Angeles Kontakt zu dortigen Vertretern. Nach seiner Rückkehr aus den USA stieg Mursi innerhalb der Muslimbruderschaft rasch auf. Seit den 1990er Jahren war er der oberste politische Stratege der Organisation und für zahlreiche Wahlkämpfe verantwortlich. Da die Muslimbrüder während des Mubarak-Regimes als religiöse Partei nicht an Wahlen teilnehmen durften, kandidierten sie als unabhängige Kandidaten. Als solcher wurde Mursi bei den Parlamentswahlen 2000 zum Abgeordneten seines Heimatwahlkreises Zagazig gewählt. Er nahm im Parlament bis 2005 die Rolle eines Fraktionschefs derjenigen Parlamentarier wahr, die den Muslimbrüdern angehörten.
Als Mitglied der Führungsriege der Muslimbruderschaft beteiligte sich Mursi in der Regierungszeit Mubaraks an regierungskritischen Demonstrationen und wurde dabei mehrfach verhaftet, zuletzt 2011. Nach dem Sturz Mubaraks gründeten die Muslimbrüder die Freiheits- und Gerechtigkeitspartei und wählten Mursi am 30. April 2011 zum ersten Parteivorsitzenden der neuen Partei.
Als solcher trat er für seine Partei bei der Präsidentschaftswahl 2012 an. Ursprünglich sollte Chairat el-Schater für die Freiheits- und Gerechtigkeitspartei antreten und Mursi Parteivorsitzender bleiben, doch die Kandidatur El-Schaters wurde von der Wahlkommission nicht zugelassen. Im ersten Wahlgang erhielt Mursi mit 24,78 % die meisten Stimmen und trat Mitte Juni in einer Stichwahl gegen den unabhängigen Kandidaten Ahmad Schafiq an, gegen den er mit 51,7 % der gültigen Stimmen gewann. Mit seiner Vereidigung am 30. Juni 2012 trat Mursi sein Amt als fünfter Präsident Ägyptens an.

## Positionen

### Innenpolitik
Vor allem während der ersten Runde des Präsidentschaftswahlkampfes machte Mursi sich mehrfach das Motto der Muslimbrüder zu eigen: „Der Koran ist unsere Verfassung. Der Prophet ist unser Führer. Der Dschihad ist unser Weg. Der Tod für Gott ist unser nobelster Wunsch.“ Im Kampf um den Stichwahlsieg hingegen wählte er eine deutlich zurückhaltendere Rhetorik: „Ich will einen demokratischen, zivilen und modernen Staat.“ In seiner Antrittsrede versprach Mursi, Präsident aller Ägypter sein zu wollen. Er legte daher mit Bekanntwerden seines Wahlsieges am 24. Juni 2012 den Vorsitz der Freiheits- und Gerechtigkeitspartei nieder und beendete seine Mitgliedschaft bei den Muslimbrüdern. Inhaltlich beschränkten sich sowohl das Wahlkampfmanifest der Muslimbrüder als auch Mursis Wahlkampfreden im Wesentlichen auf allgemein gehaltene Ziele wie die Stärkung der ägyptischen Wirtschaft durch mehr Freiheit für kleine und mittlere Unternehmen, die Bekämpfung der Korruption, die Restrukturierung des Staats- und Sicherheitsapparates und eine Reform des Schulsystems, um Ägypten zu einer Wissensgesellschaft zu machen. Mit konkreten Forderungen hinsichtlich politischer Maßnahmen hielt sich Mursi auch nach seinem Wahlsieg weitgehend zurück. In den ersten Monaten seiner Präsidentschaft war Mursi hauptsächlich auf die Stärkung seiner Befugnisse bedacht, was zu Machtkämpfen mit dem Militärrat und der Justiz führte (siehe unten). Zudem war er bestrebt, die Verfassungsgebende Versammlung zu unterstützen, und befürwortete die von ihr erarbeitete Verfassung trotz der vielfach geäußerten Kritik, die Verfassung sei zu stark islamisch geprägt und schütze die Rechte von Frauen und Minderheiten nicht ausreichend.

### Außenpolitik
Mursi galt als kritisch gegenüber dem Staat Israel, unter anderem, da er Gründungsmitglied des Ägyptischen Projektkomitees zum Widerstand gegen den Zionismus war. In einer vom ägyptischen Fernsehen ausgestrahlten Ansprache nach Bekanntgabe seines Wahlsieges sicherte Mursi jedoch die Einhaltung der von Ägypten geschlossenen internationalen Verträge zu, zu denen auch der Friedensvertrag mit Israel von 1979 zählt. Allerdings sicherte Mursi auch der im Gazastreifen herrschenden Hamas, die das Existenzrecht Israels nicht anerkennt, bei einem Treffen mit ihrem Chef Chalid Maschal am 19. Juli 2012 Unterstützung zu. Die Tötung des Militärchefs der Hamas, Ahmed al-Dschabari, durch einen israelischen Luftangriff am 14. November 2012 als Reaktion auf palästinensische Raketenangriffe auf den Süden Israels bezeichnete Mursi als „inakzeptable Aktion“. Er beorderte Premierminister Hischam Kandil in den Gazastreifen, um der Hamas die Unterstützung Ägyptens zu bekunden, und kündigte an, sich um das Ende der israelischen Offensive bemühen zu wollen. Anfang 2013 wurden mehrere antisemitische Aussagen Mursis aus der Zeit vor seiner Präsidentschaft bekannt. In einem Video aus dem Jahr 2010 bezeichnet er „Zionisten“ als „Blutsauger, die Palästinenser angreifen, diese Kriegstreiber, diese Nachkommen von Affen und Schweinen“. Ebenfalls 2010 rief er in einer Rede vor Mitgliedern der Ärztekammer des Gouvernements asch-Scharqiyya dazu auf, „unseren Kindern und Enkelkindern den Hass auf die Zionisten und die Juden beizubringen. Mit diesem Hass müssen wir sie füttern, er muss erhalten bleiben.“ Als Mursi bei seinem Deutschlandbesuch am 30. Januar 2013 auf diese Aussagen angesprochen wurde, relativierte er sie dahingehend, dass keinesfalls das Judentum als solches gemeint gewesen sei, sondern lediglich solche Personen, die Blutvergießen unter Unschuldigen angerichtet hätten.
Im seit Jahrzehnten angespannten Verhältnis zwischen Ägypten und dem Iran war Mursi nach eigener Aussage um Entspannung bemüht, um ein strategisches Gleichgewicht in der Region zu schaffen. Als erster ägyptischer Präsident seit der Islamischen Revolution im Iran 1979 besuchte er anlässlich des Treffens der blockfreien Staaten am 30. August 2012 den Iran. Allerdings bezeichnete er in seiner dortigen Rede den syrischen Präsidenten Assad als Anführer eines Unterdrückerregimes, was die mit Syrien verbündete iranische Regierung verärgerte, sodass das Verhältnis der beiden Staaten nach wie vor angespannt ist und keine offiziellen diplomatischen Beziehungen unterhalten werden. Dennoch empfing Mursi den iranischen Präsidenten Ahmadinedschad am 5. Februar 2013 zu einem Staatsbesuch in Ägypten.

## Präsidentschaft

### Machtkampf mit dem Militärrat
Mursis Befugnisse als Präsident waren zu Beginn seiner Amtszeit weitgehend unklar, da die neue Verfassung noch ausgearbeitet wurde und somit die Kompetenzen der einzelnen Staatsorgane nicht genau festgelegt waren. Nach Einschätzung von Beobachtern stand Mursi daher hauptsächlich vor der Schwierigkeit, sich gegenüber dem nach wie vor mächtigen Militärrat durchzusetzen. Dieser hatte die Befugnisse des Präsidenten kurz vor Mursis Amtsantritt dahingehend beschränkt, dass der Militärrat den alleinigen Oberbefehl über die Streitkräfte und die Entscheidungsmacht über die Streitkräftefinanzen hatte; zudem durfte der Präsident keine Ernennungen oder Beförderungen im Militär vornehmen.
Seinen Amtseid wollte Mursi ursprünglich vor dem Parlament ablegen, dieses war zuvor aber aufgrund eines Urteils des Verfassungsgerichts vom Militärrat aufgelöst worden. Die offizielle Vereidigung am 30. Juni 2012 in Kairo fand daher auf Drängen des Militärrats vor dem Verfassungsgericht statt. Mursi legte am Vortag auf dem Tahrir-Platz in Kairo einen symbolischen Amtseid vor Zehntausenden Anhängern ab, um seine Verbundenheit mit dem Volk zu zeigen und dem Militärrat die Stirn zu bieten.
Am 8. Juli 2012 forderte Mursi das aufgelöste Parlament ungeachtet der Verfassungsgerichtsentscheidung per Dekret auf, seine Arbeit wieder aufzunehmen, was dieses am 10. Juli auch tat. Zudem ordnete Mursi vorgezogene Wahlen innerhalb von 60 Tagen nach Annahme einer neuen Verfassung durch Referendum an, worüber das Parlament bei seinem Zusammentreffen beriet. Der Militärrat, dessen Entscheidung zur Auflösung des Parlaments somit übergangen wurde, kam zu einer Dringlichkeitssitzung zusammen, äußerte sich jedoch nicht zu dem Vorgang.
Am 19. Juli ordnete Mursi die Freilassung von 572 Gefangenen an, die in der Zeit seit dem Sturz Mubaraks vom Militärrat verurteilt worden waren, womit insgesamt über 10.000 der knapp 12.000 durch den Militärrat inhaftierten Zivilisten wieder auf freiem Fuß waren.
Am 12. August 2012 berief Mursi Mahmud Mekki zu seinem Vizepräsidenten und entließ Muhammed Hussein Tantawi, den Vorsitzenden des Militärrats, in den Ruhestand. Sein Nachfolger wurde Abd al-Fattah as-Sisi. Zudem erklärte Mursi die seine Position einschränkenden Verfassungszusätze für unwirksam, die der Militärrat kurz vor der Vereidigung Mursis beschlossen hatte. Mit diesen Verfassungszusätzen und der Auflösung des zur Jahreswende gewählten Parlaments hatte der Militärrat ungewöhnlich viel Macht in seinen Händen konzentriert, was durch Mursis Maßnahmen teilweise revidiert wurde.
Gleichwohl hielten Experten den Militärrat auch anschließend noch für mächtig; einige Beobachter waren sogar der Ansicht, jede ägyptische Regierung – einschließlich Präsident Mursi – könne sich nur halten, sofern sie vom Militärrat toleriert werde. Dies sollte sich im Zuge des Militärputsches 2013 bewahrheiten.

### Machtkampf mit der Justiz und Durchsetzung der neuen Verfassung
Im Oktober 2012 versuchte Mursi, den ägyptischen Generalstaatsanwalt Abdel Meguid Mahmud seines Amtes zu entheben. Nach Ansicht einiger Regierungspolitiker waren unzureichende Ermittlungsmaßnahmen Mahmuds der Grund, weshalb 24 ranghohe Beamte des gestürzten Staatschefs Husni Mubarak vom Vorwurf der Verantwortung für die Niederschlagung von Demonstrationen im Februar 2011 freigesprochen worden waren. Mahmud wurde vorgeworfen, er stehe noch immer auf Seiten der alten Führung. Mahmud betonte hingegen die Unabhängigkeit der Justiz und weigerte sich, seinen Posten abzugeben. Unterstützung erhielt er dabei von ranghohen Richtern. In der Folge kam es am 12. Oktober auf dem Tahrir-Platz bei Protesten gegen die Politik Mursis zu gewaltsamen Ausschreitungen zwischen Anhängern und Kritikern Mursis, wobei rund 200 Menschen verletzt wurden. Am Tag darauf lenkte Mursi ein und nahm die Entlassung Mahmuds zurück.
Mitte November 2012 verschärfte sich aufgrund hunderter Raketenangriffe der im Gazastreifen herrschenden Hamas auf Ziele in Israel einmal mehr der Israelisch-Palästinensische Konflikt, was zu einer israelischen Offensive gegen den Gazastreifen („Operation Wolkensäule“) führte. Bei den anschließenden internationalen Bemühungen um einen Waffenstillstand zwischen den Konfliktparteien nahm Mursi eine zentrale Rolle ein und legte einen Vorschlag vor, welcher am 21. November von Israel und der Hamas angenommen wurde. Dies werteten Beobachter als Indiz für eine gestärkte Rolle Mursis in der Nahostregion.
Am Tag darauf, dem 22. November 2012, erließ Mursi, gestärkt durch seinen jüngsten außenpolitischen Erfolg, neue Verfassungszusätze, welche die seit Mursis Amtsübernahme erlassenen Gesetze und Dekrete bis zur Verabschiedung einer neuen Verfassung für nicht durch die Justiz oder andere Staatsorgane anfechtbar erklärten. Zudem wurde Generalstaatsanwalt Abdel Mahmud erneut seines Postens enthoben und es wurde angeordnet, die Verfahren gegen Mitglieder des alten Regimes, einschließlich Mursis Vorgänger Mubarak, neu aufzurollen, ebenso die Prozesse wegen der Tötungen während der Proteste im Frühjahr 2011. Die Dekrete wurden in der ägyptischen Gesellschaft und international stark kritisiert, da die Gewaltenteilung durch sie faktisch abgeschafft wurde.
So äußerte Friedensnobelpreisträger Mohammed el-Baradei, dass Mursi sich als „neuer Pharao“ geriere. Es kam zu Massenprotesten gegen die Erlässe, in deren Folge bei heftigen Zusammenstößen zwischen Anhängern und Gegnern Mursis mindestens fünf Menschen starben.
In den Dekreten ordnete Mursi zudem an, dass die Verfassunggebende Versammlung und der Schura-Rat nicht durch Gerichtsbeschlüsse aufgelöst werden durften, womit er gegen eine eventuelle dahingehende Entscheidung des Verfassungsgerichts vorbeugen wollte. Anhänger Mursis blockierten in der Folge den Zugang zum Gerichtsgebäude, um die Verfassungsrichter daran zu hindern, dennoch über die Verfassungsmäßigkeit der Verfassungsgebenden Versammlung zu entscheiden. Aus Protest gegen das seiner Meinung nach verfassungswidrige Vorgehen Mursis beschloss der ägyptische Richter-Club einen Boykott der Volksabstimmung über den von der Verfassungsgebenden Versammlung erarbeiteten neuen Verfassungsentwurf. Dies wäre problematisch geworden, da nach ägyptischem Recht alle Wahlen von Richtern beaufsichtigt werden müssen. An dem geplanten Termin für die Volksabstimmung, dem 15. Dezember, hielt Mursi dennoch fest.
Aufgrund anhaltender Massenproteste lenkte Mursi schließlich am 8. Dezember ein und annullierte seine umstrittenen Sondervollmachten. Damit folgte er der Empfehlung eines Gremiums aus Juristen und Politikern, welches er zuvor selbst zur Lösung des Konflikts einberufen hatte und an dessen Entscheidung er sich vorab gebunden hatte. Da dennoch ein Teil der Richter das Verfassungsreferendum boykottierte, wurde es in zwei Etappen am 15. und am 22. Dezember 2012 abgehalten. Die neue Verfassung wurde mit knapp 64 Prozent der Stimmen angenommen und am 26. Dezember 2012 von Präsident Mursi unterzeichnet, womit sie in Kraft trat.
Am 27. März 2013 zeigte sich, dass der Machtkampf zwischen Mursi und der Justiz fortdauerte, denn ein Berufungsgericht in Kairo erklärte die im November 2012 erfolgte Ersetzung von Generalstaatsanwalt Abdel Mahmud durch Talaat Ibrahim Abdallah für ungültig und ordnete die Wiedereinsetzung Mahmuds in sein Amt an. Während Mahmud vielen Muslimbrüdern als Anhänger des gestürzten Mubarak galt, sah die Opposition in Abdallah einen Erfüllungsgehilfen Mursis und der Muslimbruderschaft.

### Proteste und Militärputsch 2013
Im Januar 2013 nahmen in der ägyptischen Gesellschaft Protestbewegungen zu. Vor allem liberale und linke Oppositionsgruppen riefen zu Demonstrationen gegen Präsident Mursi, die Regierung und die neue Verfassung auf. Geschürt wurden die Proteste vor allem durch die schlechte wirtschaftliche Lage Ägyptens und eine damit verbundene hohe Arbeitslosigkeit sowie durch das am 26. Januar ergangene Todesurteil gegen 21 Fußball-Hooligans im Zusammenhang mit der Stadion-Katastrophe von Port Said. Nachdem die Ausschreitungen bereits mehr als 30 Todesopfer gefordert hatten, entschloss sich Präsident Mursi am 28. Januar 2013 dazu, in den Großstädten Port Said, Sues und Ismailia den Notstand auszurufen und eine nächtliche Ausgangssperre zu verhängen. Die Opposition lud er zu Gesprächen ein, was diese allerdings umgehend ablehnte, da ein Dialog ohne vorheriges Entgegenkommen Mursis „reine Zeitverschwendung“ sei. Zudem verabschiedete das Oberhaus ein von der Regierung vorgelegtes Gesetz, das Mursi die Möglichkeit gab, die Armee bis zu den geplanten Unterhauswahlen nach eigenem Ermessen zusammen mit der Polizei im Landesinnern zur Wiederherstellung der öffentlichen Sicherheit einzusetzen. In den darauffolgenden Tagen ging die Polizei mit harten Maßnahmen gegen Demonstranten vor und es kam laut Amnesty International im Verlauf der Ereignisse zu mindestens 45 Todesopfern. Nachdem ein Video öffentlich geworden war, das die schwere Misshandlung eines Demonstranten durch Polizisten zeigt, forderten die wichtigsten Oppositionsgruppen am 3. Februar erstmals geschlossen Mursis Rücktritt. In einer Erklärung zeigte sich Mursi „schmerzerfüllt angesichts dieser schockierenden Bilder“, betonte aber, dies sei ein Einzelfall, und stellte im Gegensatz zu seinem Innenminister keinen Rücktritt in Aussicht.
Ende Juni 2013 verstärkten sich die andauernden Proteste gegen Mursis Politik erneut. Ein Auslöser war, dass Mursi neue Gouverneure für 17 der 27 ägyptischen Gouvernements ernannt hatte, von denen sieben der islamistischen Muslimbruderschaft angehörten. Insbesondere wurde gegen die Ernennung Adel al-Chajats, eines früheren Mitglieds der ehemaligen Terrorgruppe Gamaa Islamija, zum Gouverneur für die Tourismusregion Luxor protestiert. Kritiker fürchteten eine vollständige Machtübernahme der Muslimbrüder und negative Folgen für den Tourismus. Der hauptsächliche Grund für das Anwachsen der Proteste war jedoch, dass die Opposition anlässlich des nahenden ersten Jahrestages von Mursis Amtsübernahme zu Großdemonstrationen gegen seine Politik aufrief und Neuwahlen forderte. Die Proteste wandten sich vor allem gegen Mursis Wirtschaftspolitik und seinen als autoritär wahrgenommenen Regierungsstil. Am 26. Juni 2013 gestand Mursi in einer „Ansprache an das Volk“ Fehler ein und kündigte an, Beamte zu entlassen. Gleichzeitig behauptete er, die geplanten Massendemonstrationen würden von korrupten Ex-Funktionären Mubaraks gesteuert. Mursis Anhänger bekundeten ihre Unterstützung für den Präsidenten ihrerseits durch Demonstrationen. In der Folge kam es zu blutigen Straßenschlachten zwischen Anhängern und Gegnern Mursis, bei denen hunderte Menschen verletzt wurden. Am 29. Juni 2013 traten mehrere Parlamentarier von ihrem Posten zurück, um die Opposition zu unterstützen. Mindestens acht Abgeordnete des Oberhauses legten ihre Mandate nieder, mehrere weitere reichten ein entsprechendes Gesuch ein. Scheich Hassan al-Schafi, ein hochrangiger Geistlicher an der al-Azhar-Moschee, der höchsten geistlichen Institution im Land, warnte davor, Ägypten laufe in Gefahr, in einen Bürgerkrieg abzugleiten.
Die im Zuge der Proteste neu gegründete Bewegung Tamarod (ägyptisch-arabisch für Rebellion) rief am 30. Juni 2013 ebenfalls zu Massenprotesten anlässlich des ersten Jahrestages von Mursis Amtsantritt auf. Bei den folgenden Demonstrationen wurden sieben Menschen getötet und mehrere hundert verletzt. Aus Kreisen der Armee hieß es, es könnten landesweit bis zu 14 Millionen Menschen an den Protesten teilgenommen haben. Allein auf dem zentralen Tahrir-Platz in Kairo hatten sich mehr als eine halbe Million Menschen versammelt. Tamarod forderte Mursi auf, bis zum 2. Juli um 17 Uhr „die Macht abzugeben und es den Behörden zu ermöglichen, eine vorgezogene Präsidentschaftswahl zu organisieren“.
Nachdem Armeechef Sisi schon eine Woche zuvor die Intervention des Militärs angekündigt hatte, drohte er am 1. Juli das Eingreifen des Militärs an, wenn die politische Führung nicht innerhalb von 48 Stunden eine politische Lösung finde. Sisi berief sich dabei auf den Willen der ägyptischen Bevölkerung und eine „nationale und historische Verantwortung“ des Militärs. Wenn die „Forderungen der Menschen in Ägypten“, so Sisi, nicht innerhalb der Frist erfüllt würden, werde das Militär selbst „einen Plan für die Zukunft verkünden und eine Reihe von Maßnahmen einleiten, die unter Beteiligung aller politischen Fraktionen umgesetzt werden.“ Von den Protestierenden wurde diese im Fernsehen ausgestrahlte Erklärung mit Jubel aufgenommen. Die Armee hatte bereits zuvor gedroht, einzugreifen, sollte der Machtkampf außer Kontrolle geraten. Ein Militärsprecher wies die Bezeichnung „Putsch“ zurück und gab an, die Konfliktparteien sollten lediglich zu einem Kompromiss geführt werden. Die Muslimbrüder teilten kurz darauf mit, sie würden die Erklärung „prüfen“. In der Nacht vom 2. auf den 3. Juli hielt Mursi eine vom Fernsehen übertragene Rede, in der er seine demokratische Legitimation unterstrich und einen Rücktritt ablehnte. Er forderte das Militär auf, wieder zu seinem gewöhnlichen Dienst zurückzukehren.
Nachdem das Ultimatum am 3. Juli um 17 Uhr verstrichen war, enthob das Militär noch am selben Abend Mursi seines Amtes und setzte die zuvor in einem umstrittenen Referendum durchgesetzte Verfassung außer Kraft. Verteidigungsminister und Militärratschef Abd al-Fattah as-Sisi kündigte vorgezogene Präsidentschaftswahlen an und ordnete an, dass bis dahin der derzeitige Präsident des Verfassungsgerichts, Adli Mansour, die Amtsgeschäfte des Präsidenten übernehmen werde. Auf dem Tahrir-Platz wurde die im Fernsehen verlesene Erklärung bejubelt und der Sturz des Präsidenten sowie die Aufhebung der Verfassung gefeiert. Auch ein Sprecher des Oppositionsbündnisses Tamarod, welches zu den Großdemonstrationen aufgerufen hatte, begrüßte die Intervention des Militärs. Die salafistische Nur-Partei, die zusammen mit den Muslimbrüdern die Regierung gebildet hatte, bekundete ebenfalls ihre Unterstützung für den Plan der Armee. Mursis Anhänger, die sich in Nasr City im Osten Kairos versammelt hatten, reagierten geschockt. Mehrere der Muslimbruderschaft und den Salafisten nahestehende Fernsehsender wurden unmittelbar nach der Entmachtung Mursis abgeschaltet. Mursi selbst wurde der Armee zufolge „vorsorglich“ festgenommen. Ein Mitglied der Muslimbruderschaft sagte, der entmachtete Präsident sei wenige Stunden vor Sisis Rede am Mittwochabend ins Verteidigungsministerium gebracht worden.

## Nach der Entmachtung

### Festnahme
Nach seiner Absetzung am 3. Juli 2013 wurde Mursi, ebenso wie einige weitere Mitglieder der Muslimbruderschaft, vom Militär an einem unbekannten Ort festgehalten. In der Folgezeit demonstrierten Anhänger Mursis und der Muslimbruderschaft fast täglich für seine Freilassung und Wiedereinsetzung ins Amt, und es kam regelmäßig zu gewaltsamen Ausschreitungen zwischen Anhängern und Gegnern Mursis. Insbesondere in der Nacht zum 8. Juli ereigneten sich bei Demonstrationen vor Kasernen blutige Zusammenstöße zwischen Anhängern Mursis und dem Militär. Dabei wurden ein Offizier und mindestens 50 Demonstranten getötet und mehrere hundert Menschen verletzt. Am 12. Juli kam es erneut zu einer Großdemonstration zehntausender Muslimbrüder gegen die Festnahme Mursis, während Gegner seine Absetzung feierten. Bei den anhaltenden Auseinandersetzungen zwischen Anhängern Mursis auf der einen Seite und Gegnern Mursis, Sicherheitskräften sowie Unterstützern der Übergangsregierung auf der anderen Seite wurden alleine in der Nacht zum 16. Juli sieben Menschen getötet und 261 verletzt.
Am 14. Juli wurde bekannt, dass der ägyptische Generalstaatsanwalt ein Ermittlungsverfahren gegen Mursi und weitere Mitglieder der Muslimbruderschaft eingeleitet hatte. Nach Angaben aus Justizkreisen wurde Mursi bezüglich eines Gefängnisausbruches im Jahr 2011 verhört, zudem wurden verschiedene Anzeigen von Bürgern gegen ihn geprüft, wobei es unter anderem um Spionage, Aufruf zum Mord an Demonstranten und wirtschaftliches Missmanagement gegangen sei. Am 26. Juli 2013 erließ die Staatsanwaltschaft schließlich einen Haftbefehl gegen Mursi wegen Mordes und Verbindungen zur Hamas. Sie warf ihm vor, während des Mubarak-Regimes an Anschlägen der Hamas auf die Polizei beteiligt gewesen zu sein. Zudem behauptete sie, die Hamas habe Mursi geholfen, kurz nach seiner Inhaftierung im Rahmen der Proteste in Ägypten 2011 aus dem Gefängnis zu entkommen.
Am 29. Juli 2013 führte die EU-Außenbeauftragte Catherine Ashton Gespräche mit Mursi sowie mit Vertretern der unterschiedlichen politischen Lager in Ägypten. Bereits am 17. Juli 2013 hatte Ashton die Freilassung Mursis gefordert. Auch die Regierungen der Vereinigten Staaten, der Türkei und weiterer Länder forderten die Freilassung Mursis.

### Strafprozesse
Am 4. November 2013 begann die Hauptverhandlung im ersten von drei gegen Mursi geführten Strafverfahren. Es war zugleich Mursis erstes Erscheinen in der Öffentlichkeit seit seiner Festnahme und Inhaftierung. Ihm wurde vorgeworfen, die Sicherheitskräfte nicht zum Eingreifen aufgefordert zu haben, als bei Ausschreitungen im Dezember 2012 zwischen Anhängern und Gegnern Mursis zehn Menschen starben. Nachdem Mursi erklärt hatte, das Gericht nicht anzuerkennen, gab es im Publikum Tumulte, woraufhin die Sitzung nach nur zehn Minuten unterbrochen und wenig später auf den 8. Januar 2014 vertagt wurde. An diesem Tag gab das Gericht die erneute Verschiebung des Prozesses bekannt und setzte als nächsten Verhandlungstermin den 1. Februar 2014 fest. Am 21. April 2015 wurde Mursi in erster Instanz zu 20 Jahren Haft verurteilt; weitere fünf Jahre sollte er unter polizeilicher Beobachtung stehen. Vom Vorwurf, für den Tod von zehn Demonstranten vor dem Präsidentenpalast im Dezember 2012 verantwortlich zu sein, wofür die Todesstrafe hätte verhängt werden können, wurde Mursi freigesprochen. Anwälte der damaligen Opfer kritisierten das Urteil als zu milde, während Führungsmitglieder der Muslimbrüder es als politisch motiviert bezeichneten. Die Verurteilung wurde am 22. Oktober 2016 durch ein anderes Gericht bestätigt.
Ab dem 18. Dezember 2013 lief ein weiteres Strafverfahren gegen Mursi, in dem ihm und anderen Muslimbrüdern Hochverrat vorgeworfen wurde, da sie seit 2005 ein geheimes Bündnis mit der Hamas, dem Iran und der Hisbollah unterhalten und Militärgeheimnisse verraten hätten, um Ägyptens Sicherheit und Stabilität zu untergraben. Des Weiteren wurde Mursi, zusammen mit 10 Weiteren, angeklagt, Staatsgeheimnisse an das Emirat Katar verkauft zu haben, darunter Stationierungsorte des ägyptischen Militärs. Am 15. Mai 2015 wurde Mursi wegen Geheimnisverrats zusammen mit mehr als 100 Mitangeklagten zum Tode verurteilt. Das Urteil gegen Mursi wurde am 16. Juni 2015 von einem Gericht in Kairo bestätigt; gegen diese Entscheidung legten seine Anwälte im August 2015 Berufung ein. Sechs weitere Mitangeklagte Mursis wurden am 7. Mai 2016 zum Tode verurteilt, während das Urteil für Mursi selbst für Mitte Juni angekündigt wurde. Am 18. Juni 2016 wurde Mursi zu einer vierzigjährigen Haftstrafe verurteilt.
Der erste Verhandlungstermin im dritten gegen Mursi laufenden Verfahren fand am 28. Januar 2014 statt. Dabei ging es darum, dass kurz nach Beginn der gegen Mubarak gerichteten Proteste im Januar 2011 Mursi und weitere zu diesem Zeitpunkt inhaftierte führende Muslimbrüder infolge der Erstürmung ihres Gefängnisses durch Demonstranten freikamen. Bei der Erstürmung sollen Polizisten ums Leben gekommen sein, weswegen Mursi und den Mitangeklagten Mord vorgeworfen wurde. Eine erstinstanzliche Verurteilung zum Tode in dieser Sache wurde im November 2016 vom obersten Berufungsgericht aufgehoben, sodass das Verfahren neu aufgerollt werden musste.
In einem später eingeleiteten vierten Verfahren wurde Mursi im Dezember 2017 schuldig gesprochen, die Justiz in einer öffentlichen Ansprache beleidigt zu haben, und dafür zu einer Haftstrafe von drei Jahren verurteilt.

### Haftbedingungen und Tod
Mursi, der seit Jahren an Diabetes und einer Hepatopathie litt, saß nach Angaben von Menschenrechtsorganisationen seit seiner Festnahme fast ausschließlich in Einzelhaft und erhielt keine adäquate medizinische Versorgung, weswegen er im Jahr 2018 auf einem Auge erblindete und an Ohnmachtsanfällen litt. Im April 2018 warnte eine Delegation britischer Parlamentsabgeordneter in ihrem Bericht vor einem vorzeitigen Tod Mursis, sollte ihm keine medizinische Hilfe zuteilwerden. Am 17. Juni 2019 brach er während einer Gerichtsverhandlung zusammen und starb anschließend im Krankenhaus. Offizielle Todesursache war nach Angaben des ägyptischen Staatsfernsehens Herzversagen. Am Folgetag, dem 18. Juni 2019, wurde Mursi nach islamischem Ritus in Kairo beigesetzt. Eine von Human Rights Watch geforderte unabhängige medizinische Untersuchung seines Leichnams hatte zuvor nicht stattgefunden.